# Ermengol Coll i Armengol
Ermengol Coll i Armengol (Ivars d'Urgell, Pla d'Urgell, gener de 1859 — Santa Isabel, Fernando Poo, 1918) fou missioner i etnòleg claretià.

## Biografia
Va néixer a 'Cal Traginer' d'Ivars d'Urgell. Fill d'una família humil i orfe de pare als 6 anys, va ingressar al Seminari Diocesà de Solsona. Amb disset anys i unes qualificacions excel·lents ingressar al seminari claretià de Tuïr, on tindria com a professor a Joaquim Juanola i Rovira.
Fou el tercer prefecte apostòlic (1890) i el primer bisbe-vicari apostòlic (1904) de l'illa de Fernando Poo. Hi impulsà l'agricultura i els estudis etnològics, lingüístics i geogràfics. Fundà i dirigir “La Guinea Española”, única publicació periòdica d’aquells territoris. Inventà una eclofolladora de cacau i una desfibradora d’abacà. La seva obra principal és la Segunda memoria de las misiones de Fernando Poo y sus dependencias (1899).